# Pseudotyphistes biriva
Pseudotyphistes biriva là một loài nhện trong họ Linyphiidae.
Loài này thuộc chi Pseudotyphistes. Pseudotyphistes biriva được miêu tả năm 2007 bởi Rodrigues & Ott.